# Aniela Sikora
Aniela Sikora, po mężu Olszówka (ur. 11 czerwca 1912 w Królewskiej Hucie, zm. 10  listopada 1995 w Chorzowie) – polska lekkoatletka.
Ukończyła Prywatną Szkołę Handlową w Katowicach w 1928. Pracowała w magistracie w Chorzowie.

## Kariera sportowa
Była wszechstronną lekkoatletką, chociaż największe sukcesy odnosiła w skoku w dal, biegach sprinterskich i wielobojach.
Trzynaście razy zdobywała tytuł mistrzyni Polski na otwartym stadionie:
- sztafeta 4 × 100 metrów – 1931, 1933, 1934 i 1935
- sztafeta 4 × 200 metrów –1930, 1933 i 1935
- skok w dal – 1931 i 1933
- skok w dal z miejsca – 1933 i 1934
- trójbój[a] – 1932 i 1933

Dziewięć razy była wicemistrzynią Polski:
- bieg na 60 metrów – 1933
- sztafeta 4 × 100 metrów – 1930
- sztafeta 4 × 200 metrów – 1931
- skok w dal z miejsca – 1932
- trójbój – 1934
- pięciobój[b] – 1932, 1933, 1934 i 1935

Sześciokrotnie zdobywała brązowe medale:
- bieg na 60 metrów – 1931
- bieg na 100 metrów – 1933
- bieg na 200 metrów – 1932
- sztafeta 4 × 100 metrów – 1932
- skok w dal – 1934
- rzut oszczepem – 1934[2]

Sześciokrotnie zdobywała medale halowych mistrzostw Polski: złote w skoku w dal z miejsca w 1934 i 1935, srebrny w skoku wzwyż w 1935 oraz brązowe w skoku wzwyż w 1934, w biegu na 50 metrów w 1935 i w pchnięciu kulą również w 1935.
Trzykrotnie poprawiała rekordy Polski: w klubowej sztafecie 4 × 100 metrów (53,0 s, 19 lipca 1931 w Warszawie), w reprezentacyjnej sztafecie 200+100+75+60 metrów (56,0 s, 9 sierpnia 1931 w Królewskiej Hucie) i w trójboju (190 pkt, 20 sierpnia 1933 w Lublinie).  
W 1931 i 1932 wystąpiła w trzech lekkoatletycznych meczach reprezentacji Polski (9 startów),odnosząc jedno zwycięstwo indywidualne.
Zmarła w 1995. Pochowana na cmentarzu parafialnym w Chorzowie (sektor F, rząd 8, miejsce 23).

## Rekordy życiowe
- bieg na 60 metrów – 7,8 s (18 czerwca 1932, Łódź)
- bieg na 100 metrów – 12,9 s (16 sierpnia 1931, Bytom)
- bieg na 200 metrów – 27,4 s (7 sierpnia 1933, Katowice)
- skok w dal – 5, 18 m (19 lipca 1931, Warszawa)[1]